# Larrea (apellido)
Apellido originario de la provincia vasca de Álava, que desde fines de la Edad Media y principios de la moderna alcanzó gran difusión en las provincias Vascongadas, Navarra y las montañas de Santander.

## Origen y significado
El término larrea significa en euskera pastizal, pradera o dehesa.Según opinión de Querejeta, tiene 30 casas solares en el País Vasco, pues sus dueños tomaron el apellido de muchas praderas o pastizales. Estas casas son 10 en Vizcaya, ocho en Álava, ocho en Guipúzcoa, tres en Navarra y una en Labort (Francia). Esta opinión es contraria a la de don Francisco Javier de Larrea, quien asegura que todos los Larrea del mundo se originan en una casa solar situada a una legua de Vitoria. 
No señalan los autores el arranque u origen del mismo limitándose a enumerar las distintas casas así denominadas que fueron apareciendo en los diversos lugares que más adelante se señalan. 
Es probable, sin embargo, que algunas de las familias de este apellido procedieran de los dos lugares de Larrea, uno, Larrea (Álava) radicado en el Ayuntamiento de Barrundia y partido judicial de Vitoria (Álava),y el otro en el Concejo de Galdames y partido judicial de Valmaseda (Vizcaya), de los cuales tomaran el nombre. 
Genealogistas serios como Atienza dan por hecho que todos los Larrea se originan en la casa de Salcedo y estos, a su vez, en la vieja casa de Ayala, estando en este criterio de acuerdo con don Francisco Javier. De todas formas, no se conoce si este grupo de genealogistas se basa a su vez en el criterio de Larrea o si han visto otros documentos.
Los genealogistas Juan Dionisio de Larrea Zurbano y Francisco Javier (padre e hijo) remontan la genealogía de su familia por varonía al siglo VIII, en el apellido Guevara. Las filiaciones presentadas adolecen de tal cantidad de errores, que preferimos ni siquiera tocarlas, valga citar, por ejemplo, que establecen la transmisión de un apellido por varonía al estilo siglo XX. Puede aceptarse la verosimilitud genealógica a partir del siglo XIII, en que empezó en la Edad Media cierto orden en la transmisión de apelativos. De todos modos, se presenta las generaciones desde finales del siglo XI:

## Genealogía

### Distintos linajes en Álava
Uno radicó en el lugar de Gújuli, del Ayuntamiento de Urcabustaiz y partido judicial de Amurrio. Era casa noble y, como tal, no pagaba el tributo con que los vecinos pecheros del lugar contribuían a los Condes de Salvatierra, consistente en tres cuartas de trigo, tres de cebada y una gallina. A dicha casa perteneció:
I. Hortuño de Larrea, esposo de su deuda doña Teresa de Larrea, y ambos padres de:
II. Juan Sanz de Larrea y Larrea, casado con doña María Ortíz de Aramburu, a la que hizo madre de: 
III. Juan Sanz de Larrea y Ortiz de Aramburu, que contrajo matrimonio con doña Teresa Fernández de Ugarte, y fueron padres de:
IV. Juan Fernández de Larrea y Fernández de Ugarte, que fue vecino de Sarria, en el valle de Zuya y partido judicial de Vitoria, y sostuvo pleito con la justicia del mencionado lugar de Gújuli, obteniendo sentencia favorable en la Real Chancillería de Valladolid el 21 de julio de 1576.
En el lugar de San Miguel de Zalla, cercano a Luyando, del Ayuntamiento de Ayala, en el mismo partido judicial de Amurrio, hubo otra casa de Larrea, de la que procedió 
I. Lucas de Larrea, natural de San Miguel de Zalla, esposo de doña María Ortíz de Arzabe, de la misma naturaleza, y ambos padres de:
II. Miguel de Larrea y Ortiz de Arzabe, natural de San Miguel de Zalla, que contrajo matrimonio con doña Juliana Vitórica, de igual naturaleza (hija de Francisco Vitórica, natural de Luyando, y de doña María Ocharán, natural de San Miguel de Zalla). De ese enlace fue hijo:
III. Francisco Antonio de Larrea y Vitórica, natural de San Miguel de Zalla, que celebró su enlace con doña María Antonia de Salcedo, natural de Épila, Zaragoza (hija de Juan José de Salcedo, natural de Siones, en el Valle de Villarcayo, de Burgos, y de doña Bernarda Calzada, natural de Sanlúcar de Barrameda, Cádiz). Procrearon a:
IV. Miguel de Larrea y Salcedo, natural de Madrid y Caballero de la Orden de Carlos III, con fecha 29 de mayo de 1807.
Otra casa alavesa de Larrea hubo en el lugar de Argomaniz, Concejo de Elburgo y partido judicial de Vitoria, a la que perteneció:
I. Lucas de Larrea, natural de Argomaniz, obtuvo ejecutoria de hidalguía en la Real Chancillería de Valladolid. Se unió en matrimonio con doña María de Bitano Zárate, naciendo:
1. Pedro de Larrea y Zárate, que sigue.
2. Juan Bautista de Larrea y Zárate, natural de Argomaniz, que contrajo matrimonio con doña Catalina López de Gauna, de la misma naturaleza, y tuvieron esta hija:
2.1. Clara de Larrea y López de Gauna, que celebró su enlace con su deudo Francisco de Larrea e Ibarra, que se volverá a citar en la genealogía de la casa de Larrea de la villa vizcaína de Echano.
3. Licenciado Lucas de Larrea y Zárate. Estos tres hermanos hicieron probanza en 1615 en la Real Chancillería de Valladolid, demostrando ser hijos del mencionado Lucas.
II. Mayor Pedro de Larrea y Zárate, natural de Argomaniz, casó con doña María López de Gauna, hermana de su cuñada doña Catalina, y tuvieron estos hijos: 
1. Lucas de Larrea y López de Gauna, que sigue.
2. Catalina de Larrea y López de Gauna, que nació en el lugar de Urbina, en el mismo partido judicial de Vitoria, y fue esposa de Pedro Urbina, de la misma naturaleza (hijo de Bartolomé de Urbina y de doña María Martínez de Urbina, ambos de Urbina). Procrearon este hijo:
2.1. Bartolomé de Urbina y Larrea, natural de Urbina y Caballero de la Orden de Alcántara, en la que ingresó el 28 de agosto de 1645.
III. Lucas de Larrea y López de Gauna fue alcalde ordinario de Argomaniz en 1598, 1615, 1622, y padre de: 
IV. Juan de Larrea, alcalde ordinario de Argomaniz en 1618. 
También moraron Larrea en el lugar de Apodaca, del Ayuntamiento de Cigoitia y partido judicial de Vitoria. 
I. Francisco de Larrea, vecino de Apodaca, tuvo en su mujer doña Catalina Sáenz de Cortázar a:
II. Domingo Fernández de Larrea y Sáenz de Cortázar, vecino de Apodaca, marido de doña María Díaz del Carpio. Padres de:
III. Pedro Fernández de Larrea y Díaz, bautizado en Apodaca el 8 de septiembre de 1672, que celebró su enlace con doña María González de Artaza, y procrearon a:
1. Ventura Fernández de Larrea y González de Artaza, que sigue.
2. Domingo Fernández de Larrea y González de Artaza, bautizado en Apodaca el 26 de noviembre de 1714, que casó con doña María Sáenz de Buruaga, naciendo de esta unión:
2.1. Feliciano Fernández de Larrea y Sáenz de Buruaga, vecino de Ullibarri de Gamboa, también en Álava, que ganó real provisión de hidalguía en la Chancillería de Valladolid el 4 de mayo de 1790. Tuvo por esposa a doña Simona de Alegría, a la que hizo madre de Mateo, Francisco, Juan y Tomás de Larrea y Alegría, todos hijosdalgo.
IV. Ventura Fernández de Larrea y González de Artaza, bautizado en Apodaca el 14 de julio de 1708, se unió en matrimonio con doña Francisca Díaz de Betolaza. Fueron padres de:
V. Francisco Fernández de Larrea Díaz de Betolaza, natural de Echávarri de Viña, bautizado el 11 de mayo de 1757 y vecino de Estarrona, del mismo partido judicial de Vitoria, que el 30 de marzo de 1785 ganó Real provisión de nobleza en la Chancillería de Valladolid.

## Señorío, campesinado vasco, profesionalización y servicios reales
Este estudio es resultado del trabajo investigativo del Dr. Fernando Jurado Noboa, y fue publicado en 1986 en Quito.

### Según Larrea Zurbano
I. Pedro García Sanz de Salcedo y Piédrola, nació en el señorío de Ayala hacia 1085 y se estableció en la provincia de Álava, donde fundó la primitiva casa de Larrea. Casó con Andrea de Maza, hija de Pedro Maza, que en 1096 estuvo con 300 gascones armados de mazas, en la batalla de Alcaraz, al servicio del rey de Aragón y tomó su apellido de las armas que portaban sus hombres. Fue hijo:
II. Sáncho Sánchez de Larrea, nació en Álava por 1110 y tomó el patronímico Sánchez derivado del Sanz de su padre. Es el primero que al parecer usó el apellido Larrea. Casó con Emilia de Lorriaga, siendo su hijo:
III. Gonzalo de Larrea y Lorriaga, nació por 1133. Casó con María Nieres, hija de Sancho de Nieres y de Teresa González de Santiago, de origen portugués. Fue hijo:
IV. Gil González Óñez de Larrea, que conforme con la costumbre medieval, tomó su transitorio patronímico González del nombre de su padre. Nació por 1156 y está ya citado en las historias de Somallca y de Zaldivia. Casó con Clara Rodríguez de Biedma, siendo su hijo:
V. Pedro de Larrea y Biedma, nacido por 1180. Casó con Juana Sánchez Manuel, padres de:
VI. Juan de Larrea y Manuel, nacido por 1203. Casó con Juana de Lizárraga, de origen vasco. Padres de:
VII. Juan de Larrea y Lizárraga, nacido por 1226. Casó con Teresa de Aranguren, siendo hijo:
VIII. Gonzalo de Larrea y Aranguren, nacido por 1250. Casó con Brígida de Aramburu, también de origen vasco. Hijo:
IX. Ramiro de Larrea y Aramburu, nacido por 1273. Casó con Catalina Carreño, su hijo:
X. Lorenzo de Larrea y Carreño, nacido por 1296. Casó con María Bohórquez, siendo su hijo:
XI. Sancho de Larrea y Bohórquez, nacido por 1320. Casó con Dionisia Barrientos, siendo hijo:
XII. Andrés de Larrea y Barrientos, nacido por 1343. Casó con Isabel de Ubillús, siendo su hijo:
XIII. José de Larrea y Ubillús, nacido por 1366. Casó con Clara de Mendigaña, para ser padres de:
XIV. Pablo de Larrea y Mendigaña, nació en la provincia de Álava por 1384. Casó con Inés de Loyola, hermana de Sancha Yáñez de Loyola, señora de los lugares de Onza y de Loyola, en la provincia de Guipúzcoa, y quien casó en 1413 con Lope García de Lazcano y Murguía, hijo de la casa solar de Murguía en la villa de Astigarraga. Fue hijo:
XV. Juan de Larrea y Loyola, nació por 1406 en la casa familiar de Larrea, a dos leguas de la ciudad de Vitoria. Casó con Ana de Arriola, siendo su hijo:

### De Álava a Portugalete y a Castro Urdiales
XVI. Martín de Larrea y Arriola, nació en la casa cerca de Vitoria por 1428. Se estableció en el pueblo de Portugalete, en el señorío de Vizcaya, en el que casó con María Sanz de Bañales, hija de Hernando de Bañales, señor del lugar de Bañales. Fueron padres de:
XVII. Hernán Sanz de Larrea y Bañales, nació en Portugalete hacia 1450. Pasó al pueblo de Castro Urdiales, en la vecina provincia de Santander, dando origen así a la rama que se afincó en aquel pueblo, inmediatamente antes de su paso a América. Casó con María de Oriendo, siendo su hijo:
XVIII. Martín Sanz de Larrea y Oriendo, nació en Castro Urdiales por 1472. Casó allí con Juana Pérez de Veci, siendo padres de:
XIX. Juan Bautista de Larrea y Veci, nació en Castro Urdiales hacia 1495, y de quien su descendiente Francisco Javier de Larrea dice lo siguiente:
33 El dicho Don Juan Bautista de Larrea, cuarto de este nombre, caballero de la Orden de Santiago, fue colegial mayor del Colegio de Cuenca en la Universidad de Salamanca. Estudió todas las facultades; leyó con aplauso de esta célebre Universidad, cátedras de Cánones y Leyes, escribió dos tomos sobre estas facultades, que andan impresos y son muy apreciados de los juristas. Ocupóle el Señor Carlos V en el empleo de Fiscal de su Real Audiencia; fue remitido al Congreso que se formó en la ciudad de Vitoria con plenos poderes del Señor Emperador en el asunto de tratar de guerra contra el Rey de Francia; en que sus dictámenes fueron de toda aprobación; y concluido este importante negocio, lo hizo del Supremo Consejo Real de Castilla, en el que mantuvo la mesma aceptación, y estimación que siempre hizo de su persona su Magestad, y toda la Corte. Casó con Doña Ursula Corbera, hija de Don Ramón Corvera Maestre de la Orden de Montesa en Aragón; descendiente del antiguo linaje de Corvera, natural de la ciudad de Zaragoza, en cuyos anales se hallan memorias de muchos caballeros de este ilustre apellido, cuyo origen fue Marco Valerio Corvo caballero romano, cuyos grandes hechos refiere Tito Livio en su historia romana; tuvo por hijo el dicho Doctor Juan Bautista de Larrea a Juan de Larrea. (A esto último no se le da valor, por ser un entronque falso. Nota del editor).
XX. Juan de Larrea y Corbera, nació en el pueblo de Castro Urdiales hacia 1515 y de quien su citado descendiente dice lo siguiente:
34 El dicho Juan de Larrea; quinto de este nombre, fue natural de la Villa de Castro Urdiales, en las encartaciones de Vizcaya, de donde pasó a celebrar matrimonio a la villa de Portugalete con Doña María Pérez de Zurbano, cuya ascendencia se escribirá en el siguiente capítulo; fue soldado y sirvió muchos años al Señor Carlos V, y a su hijo Don Phelipe II en todas las guerras que estos Reyes tuvieron, por mar y tierra, no solo con su persona, si también por la mar, en navíos propios, porque fue caballero rico, y de mucha hacienda que tuvo en dicha villa. Sus servicios se expresan en la siguiente Real Cédula que va aquí puesta en letra.

### Fundación demayorazgo
Este Larrea y su mujer fundaron un cuantioso mayorazgo en casas principales y en viñas del pueblo de Portugalete, con la condición de que los usuarios del mayorazgo utilizaran el doble apellido Larrea Zurbano. Don Juan tuvo además casas en la calle de Ardigales. Larrea fue elegido Corregidor de Castro Urdiales en 1540 y su mujer testó allí aun joven en 1564.
De la señora Zurbano, se sabe que era hermana de Jerónimo de Zurbano, caballero de Calatrava, General de la Mar del Sur, quien hizo escribir a Juan Ochoa de Argandoña en 1532 y en Plasencia una relación sobre sus antepasados, con infinidad de cosas ridículas. Don Jerónimo fue también uno de los conquistadores de Perú. Ambos eran hijos de Sancho Díaz de Zurbano y Loyola (quien desempeñó el cargo de licenciado en Bilbao) y de María Pérez de Arbolancha, natural de Portugalete; nietos paternos de Jerónimo de Zurbano y Herrera y de Isabel de Loyola, nacida por 1460. Más arriba, la genealogía presentada por sus descendientes se torna del todo increíble.
Según el pasaporte de Jerónimo de Zurbano, había nacido en Bilbao y fue uno de los pocos inmigrantes que del estado noble pasaron a Indias. Pasó a Perú en 1534, regresó a España para, por segunda vez, pasar a Perú en 1540, siendo Regidor de Lima. Volvió a España el 43 y obtuvo cédulas recomendaticias para Perú en 1550 y 1556. Como Capitán, pasó por tercera vez a Perú en 1554, en unión de tres hermanas de apellido Zurbarán y de otros cinco vascos. Fue Alcalde de Cañete en 1557 y después en el Cuzco. Casó en segundas nupcias con doña Úrsula Antonia Pacheco de Robles, nacida en Arequipa y prima de Sancho Díaz de Zurbano, nacido en Chiquiabo, Perú, y alcalde de Lima.
El hijo de Jerónimo, Sancho Díaz de Zurbano, fue encomendero en el Alto Perú en 1606, Corregidor de Quito entre 1608 y 1611, miembro allí de la cofradía de los Siete Dolores; había casado en Lima el domingo 16 de febrero de 1603, con su prima Micaela Dávalos de Ribera y Santillán, n. en 1576 y quien había sido dotada en 1596 de la suma de 4.000 pesos por su abuela, Elvira Dávalos. Esta señora era hija del mayorazgo Juan Dávalos de Ribera y de Leonor de Figueroa y Santillán. Nieta paterna del famoso conquistador andaluz Nicolás de Ribera, uno de los Trece de la Fama, y de la citada Elvira Dávalos; nieta materna de don Hernando de Santillán, natural de Sevilla, primer Presidente de la Audiencia de Quito, y de Ana Dávila Bahamonde y Sandoval.
Fueron sus hijos:
1.- Juan de Larrea Zurbano, que sigue.
2.- María Sanz de Larrea Zurbano. Casó en Castro Urdiales con Martín de Cereceda, padres, entre otros, de:
2.1. Martín de Cereceda y Sanz de Larrea, nació por 1557. Pasó a Charcas en 1577 como criado de su tío Juan de Larrea.
3. Clara María de Larrea Zurbano, nació en Castro Urdiales por 1550. Profesó como monja en un convento de Bilbao, de donde salió con licencia pontificia y para apaciguar las luchas de bandos vizcaínos entre Larreas y Mendozas, casándose con don Lope Hurtado de Mendoza y Otáñez, nacido en Castro y jefe del bando mendocino. Era hijo de Ruy Díaz de Mendoza y Mendoza, nacido del valle de Salcedo, en Vizcaya, y de doña Juana Otáñez, nacida en Castro Urdiales: nieto paterno de Iñigo Hurtado de Mendoza y Salcedo y de doña María de Mendoza y Manrique de Lara, señores de la casa de Salcedo en Legarda y de las casa de Mendoza en Álava. Con sucesión.
Los Larrea en el País Vasco entre los siglos XI y XV, ocuparon, como se ha visto, una modesta posición de hidalgos provincianos. Es Juan Bautista de Larrea y Veci a quien le tocó vivir en el expansivo reinado de Carlos V, quien inicia el ascenso social como abogado y Fiscal y enlaza con una hija del Maestre de Montesa. Su hijo Juan fue soldado y marino y cuñado, además, de uno de los más importantes conquistadores de Perú. Al casarse su hija con el jefe del bando mendocino en Castro Urdiales, pasan a la primera línea de poder en la vida de ese pueblo. El hijo de esta pareja, Juan, consigue un alto cargo en la Corte española y, aun con mediana posición, emigra a América en 1577. Era la tercera generación de una familia en ascenso y aparte de dinero, le faltaba algo más sólido para afincar su poder de indiano en Perú: El matrimonio era la única salida. Veamos qué iba a pasar:

## De España a América

### En Perú
XXI. Capitán Juan de Larrea Zurbano, nació en la casa solar de su familia en la calle de Ardigales en el pueblo de Castro Urdiales hacia 1537. En busca de fortuna y siguiendo los pasos de su abuelo, se empleó desde 1563 en la Secretaría del Real Consejo de Indias en Madrid, con el cargo de oficial, en el que luego de servir 14 años consiguió que se le nombrara Protector General de Indios de Charcas. Fue así como el 12 de octubre de 1570 obtuvo pasaporte en Sevilla para pasar a Charcas; quienes expidieron el documento le empadronaron en el estado distinguido, pero no noble, haciendo constar que era hijo de militar y de madre noble. Vínose con tres criados: Pedro de Baquedano, Álvaro Gil de Aragón y Martín de Cereceda y Sanz de Larrea, su sobrino.
Luego de servir seis años en Charcas, el rey decidió que todos los protectores sean letrados, y como Larrea no lo era, se quedó sin empleo en 1584. Obtuvo entonces que la audiencia le designara Corregidor de la Recaja, gobernando allí por muerte del Virrey. Fue también vecino de Oropesa y Relator de la Audiencia de Charcas. A fin de siglo, casó en Arequipa con doña María de Peralta y Solier, nacida en ese lugar por 1567, hermana de Alonso de Peralta, inquisidor de México y arzobispo de Charcas, quien escribió una genealogía de su familia en verso. Los Peralta eran hijos de conquistador.
En 1604, hallándose otra vez sin empleo, solicitó al Rey un Corregimiento Interino, hasta conseguir uno titular en Collaguas, Huancavelica o en los Andes del Cuzco. Testó primero en Tiquipaya, valle de Cochabamba, el 4 de diciembre de 1612, y por segunda vez en Oropesa el 23 de febrero de 1626 ante Marcelo de Figueroa, falleciendo alrededor de los 90 años de edad. 
(En esta parte, el Dr. Jurado Noboa hace un interesante relación del conquistador don Diego de Peralta Navarra y Cabeza de Vaca, padre de doña María de Peralta y Solier, así como de su esposa doña María de Robles Pacheco y Solier. Además, incluye varios cuadros demostrando la filiación con la casa de Navarra y ésta a su vez con las de Castilla, con los Capeto y con la casa de Anjou).
Don Juan de Larrea Zurbano, ejerciendo el cargo de Relator de la Audiencia de La Plata, dio poder a Diego de Cáceres el 9 de mayo de 1582 a que se casara con la citada doña María de Peralta y Solier, y en ella tuvo solo hijas mujeres, que fueron
1.- María Magdalena de Larrea Zurbano, que sigue.
2.- Paula Larrea y Solier, n. en Arequipa. Casada con Agustín de Ulloa.
3.- Mariana de Larrea y Solier, casó adolescente en 1598 con Diego de Porres, viudo de Ana Ulloa y Angulo. Casó segundo en Lima el 9 de septiembre de 1604 con Pedro Mercado Peñalosa.
4.- Clara de Larrea y Peralta, n. en Arequipa. Fue vecina de Quito. Casó con el Cptn. Cristóbal Núñez de Bonilla y Riaño, quien testó en Cuenca (Ecuador) en 1634. Sin sucesión. Doña Clara fue una de las pocas mujeres del siglo XVII que sabían leer y escribir. El 1 de febrero de 1611, sus parientes Fr. Salvador de Ribera y el Gral. Sancho Díaz de Zurbano le ofrecieron 9.000 patacones en dote a que se casara con Bonilla, quien a su vez no ofreció nada. Este formó familia sin desposarse en Cuenca con doña Constanza Gómez de Guzmán.
XXII. María Magdalena de Larrea Zurbano y Peralta, nació en Arequipa por 1583. Por no tener hermanos varones, heredó el mayorazgo fundado por sus abuelos en España. Casó primero con Juan Perero de la Rocha y segundo, hacia 1622, cerca ya de cuarentona, con Miguel Alonso Ruiz de Bustillo y Avendaño, habiéndole otorgado don Juan de Larrea Zurbano carta dotal el 29 de agosto de 1626.
Bustillo nació en la villa de Oropesa en Cochabamba. Era hijo de Miguel Ruiz de Bustillo y Rodríguez, b. el 4 de abril de 1560 en la villa de Robredo de Valdefamansa, provincia de Burgos, quien pasó a Perú como Tesorero de las Cajas de Guamanga y Huancavelica, siendo luego Corregidor de Carangas y de Oropesa. Por haber servido más de 26 años, obtuvo una Cédula Real fechada en San Lorenzo el 3 de noviembre de 1603. Habíase casado en Lima, otorgando carta dotal en La Paz hacia 1580, con Ana de Avendaño y Zúñiga, n. en el pueblo del castillo de Garcimuñoz, en la provincia de Cuenca. (En esta parte, Jurado incluye los nombres y relaciones de los abuelos de esta pareja, y luego el Capítulo V de la obra inédita de Larrea, donde da los orígenes de los Bustillo).
Fueron hijos de doña María Magdalena y de don Miguel Alonso:
1.- Juan de Larrea Zurbano y Bustillo, que sigue.
2.- María Ana Bustillo de Larrea, casó con el Maestre de Campo don Agustín Segarra de Lasroelas. Su hija, María Ángela de Lasroelas, casó con el Gral. Lucas de Orozco, padres a su vez de Eusebio de Orozco y Lasroelas, quien casó María Josefa de Peralta y Arancilla. La hija de estos últimos, María Ángela de Orozco Segarra y Lasroelas, casó con José de Borda, con sucesión.
3.- María Magdalena Bustillo de Larrea Zurbano, casó con el Gral. Bartolomé de Medina, primo segundo (según Francisco Javier de Larrea) del Marqués de Alcanisas, grande de España. Con sucesión.
XXIII. Doctor Juan de Larrea Zurbano y Bustillo, nació en Colcapiura, Perú, hacia 1623. Hizo estudios en el Colegio de San Juan Bautista, con mucho lucimiento, y luego pasó Lima como alumno de la Facultad de Cánones y Leyes del Colegio de San Martín, habiéndose bachillerado en Jurisprudencia por la Universidad de San Marcos, en 1651.
De Lima, regresó a La Plata a ejercer como abogado, habiéndose casado por primera vez con Francisca Jinés de Guzmán, viuda del Lcdo. Antonio Lorenzana, quien murió de Fiscal de la Audiencia de Charcas. Era hija del Cptn. Juan Jinés de Almanza, Alguacil Mayor de la Corte, y de Josefa Guzmán y Villacrés. No tuvo hijos de ella.
El Dr. Pedro Vásquez de Velasco, presidente de la Audiencia de La Plata, y el Cabildo de esa ciudad dirigieron el 30 de septiembre de 1660 cartas al rey, refiriendo los servicios de Larrea y pidiendo se le dé una plaza de Audiencia. En los tumultos de 1661, en La Paz, sirvió con su persona y dinero “hasta que echaron los forajidos”. También fue varias veces Juez Acompañado en muchas causas de aquella Audiencia.
Decepcionado de que América no le daba lo que él quería, y siendo hijo de español y heredero del mayorazgo en Castro Urdiales, decidió marchar a España, para lo cual hizo información en la Audiencia de La Plata en 1661. Allá perfeccionó sus estudios en la Universidad de Salamanca y obtuvo los grados de licenciado y doctor en Derecho Civil y Canónico. Hacia 1662, movido por un interés genealógico, pasó a Asturias a reconocer los solares de sus antepasados, fue elegido Alcalde del estado de hijosdalgo del Principado de Asturias. Regresó a Madrid y el 14 de mayo de 1663, luego de las pruebas pertinentes, se le puso el hábito de Caballero de la Orden de Alcántar, habiendo sido su padrino el Marqués de Falces. Declaró que era vecino del asiento de Colcha, en Perú.
En España, vivió alrededor de 10 años, residiendo en Madrid en la calle de Las Fuentes desde 1665, prestando declaraciones para varios expedientes de sudamericanos. El 66 estuvo en Quito y el 67 de nuevo en Madrid.

### Funciones en Bogotá
Venciendo la hórrida burocracia del siglo XVII, consiguió al fin el 3 de febrero de 1670, que Gabriel Bernaldo de Quirós firmara la relación de méritos formada en la Secretaría del Real Consejo de Indias y en 1671 el rey le proveyó como Oidor de la Audiencia de Santa Fe de Bogotá.
En Santa Fe actuó como Consejero del Rey, Alcalde de Corte y Regente de la Audiencia de Santa Fe. Casó allí por segunda vez en 1675, de más de 50 años, con doña Juana Pérez Manrique y Camberos, que apenas contaba con 12 años, pues había nacido en Bogotá el 24 de junio de 1663, b. en su Catedral el 30 de marzo de 1666. En 1677, Larrea presentó sus certificaciones y títulos ante el Consejo de Indias.
Este matrimonio permitió a los Larrea consolidar su poder colonial, pues su suegro, el Marqués don Dionisio Pérez Manrique y Lara de Siria, fue gobernador y capitán general de la Nueva Granada, Charcas y La Plata, es decir, uno de los más altos cargos que podían obtenerse en América. Don Dionisio fue b. en Tarazona, Aragón, el 14 de octubre de 1599 y testó en Bogotá el 7 de julio de 1678 ante Lacorín Amarillo; fue Caballero de Santiago, Consejero del Rey, primer Marqués de Santiago desde 1635, Oidor de la Audiencia de Lima. Casado primero con Teresa María de Ulloa Contreras y Zúñiga; viudo, casó segundo en Lima en 1653 con doña Juana Cambero y Hurtado de Sotomayor. Don Dionisio era hijo de Micer Lucas Pérez Manrique de Lara, b. en Tarazona el 26-X-1559 (nieto de Juan Manrique de Lara y Pimentel), Justicia Mayor del Reino de Aragón entre 1622 y 1632, y de María Ciria y Cabello (hija de Mosén de Ciria y Semuy y de María Bueno y Cabello, de indudable origen judío).
El Cap. Juan Jinés de Almanza y su mujer habían dotado a su hija, primera mujer de Larrea, en la fabulosa suma de 60.000 pesos, cuando se casó. La dote consistió en dinero, joyas, casas y esclavos. Tras la ruptura colonial diversas familias se asentaron en la capital antioqueña, Medellín; sin tanto poder pero sin padecer por completo de él, aún permanece la familia Larrea en la ciudad.

## Llegada aEcuador
La primera migración de los Larrea troncales al actual Ecuador fue inmediatamente después de la estancia de Juan en Madrid, pues en 1666 aparece en Quito con su mujer viviendo en la calle Benalcázar, en el sitio del actual Correo, y en su parte media "al lado de los Cáceres, junto a las Cajas Reales y cerca de La Compañía". Muerta la señora Jinés, Larrea fue su heredero universal.
Cuando pasó a Bogotá, declara don Juan en su testamento que el padre jesuita Agustín García fue en su nombre a tratar el enlace con la señora Manrique. Él habló con la marquesa Camberos, quien le ofreció 22.000 pesos de dote por escritura, mientras el futuro suegro le ofreció en silencio 15.000 pesos más: 10.000 en joyas y 5.000 en dinero, depositados en la Caja Real de Lima, en la que tenía la renta de un censo. A la final, en lugar de los 37.000 pesos, le dieron solo 25.000, declarando que él aceptó esta rebaja "por estar muy enamorado". Más tarde, se le hizo una segunda rebaja, quedando el dote en 18.000 pesos, incluyendo tres esclavos.
Su hijo único nació el 1676, y al año siguiente presentó en el Consejo de Indias sus certificados y títulos de la Universidad de Salamanca.
Luego de ser regente de Santa Fe de Bogotá, se estableció definitivamente en Quito, como Oidor desde 1687. En Bogotá, las cosas no fueron mucho de su agrado, pues el presidente Castillo de la Concha le rebajó 6.000 pesos de su salario, y al salir de aquella ciudad le quedaron debiendo más de 7000 pesos que había prestado a varias personas para redimirlas de sus necesidades.
Entre las funciones en Quito de las que ha quedado testimonio tenemos algunas: en 1687, el rey ordenó la clausura de los obrajes en Quito y Perú, por el abuso contra los indios, quienes no podían pagar los tributos, tenían crecidas deudas y abandonada la agricultura. Larrea y los otros Oidores dieron licencia a Jacinto de Arandía y José Antonio de la Carrera para mantener obrajes, pero cumpliendo las leyes en defensa del indio, que era solo una utopía. En 1689 dio licencia para entregar pólvora para las fiestas religiosas y el mismo año autorizó al Cap. Urbán de Arredondo Agüero para establecer nueva enfermería, anexa al hospital de Cuenca.
En 1690, contribuyó a que se enviara 4 botijas de pólvora a Barbacoas (actual Colombia) a poder de Bartolomé Estupiñán, que las necesitaba para la defensa contra los piratas. En julio del mismo año, entregaron 2 arrobas de pólvora al jesuita Francisco Vivas, que le servirían para “la pacificación de los indios de la provincia de Sucumbíos y del río Caquetá”. En octubre de 1693, la Audiencia destituyó a Bartolomé Serrano de Mora del cargo de Cobrador de tributos, por extorsionador de los indios de Alausí. Luego de este año, Larrea deja de aparecer como Oidor. Por Cédula Real dada en Aranjuez el 20 de mayo de 1692, se le jubiló como Oidor de Quito.
En 1697, vivía arrendando en una de las esquinas de la plaza de San Francisco, en la casa grande de don Gabriel Montesdeoca.
Testó cerrado el 27 de noviembre de 1711 ante Francisco Dionisio de Montenegro. Declaró ser Oidor Jubilado más antiguo, pidió ser sepultado en el Presbiterio de San Francisco, junto a la Epístola donde tenía su sepultura, pidió que le acompañara el Cabildo de la Catedral. Con dinero de su mujer compró una casa de dos pisos en la calle de La Merced "yendo de San Francisco a la Merced", y una hacienda en Cotocollao. Era también dueño de la hacienda de Aicapicho y de Pucal en Panzaleo y junto a esta propiedad la loma de Pumamaqui, todo con el dinero de ella. No debía a nadie y anotó que su casa estaba compuesta por colgaduras, espejos, cuadros, sillas, una cuja dorada y otra torneada. Murió el 1 de diciembre de 1711, a los 88 años.
Fue su hijo único:
XXIV. Juan Dionisio de Larrea Zurbano y Pérez Manrique, heredero del mayorazgo fundado en España por sus tatarabuelos, nació en Bogotá el 6 de febrero de 1676. Su partida de bautizo dice así:
En Santa Fee a veinthe de junio de mil seiscientos setenta y seis; yo el Doctor Dn. Onofre de Banios y Sotomayor, Certifico que en mi presencia el muy Reverendo Padre, Fray Andres de Vetancur Baptisó y puso oleo y crisma a Juan Dionisio, hijo lexitimo del Señor Don Juan de Larrea, Cavallero del orden de Alcantara; y de la señora Da. Juana Pérez Manrique. Fue su padrino el Sor. Marques de Santiago, y para que conste lo firmo.
Fray Andres de Vetancur.
En 1685, apenas a los nueve años, se le invistió como caballero de la Orden de Calatrava. Vivió en Quito desde su niñez e hizo estudios de Derecho hasta obtener la Licenciatura. En 1695 se casó en Riobamba con María Tomasa Dávalos de Sotomayor y Larráspuru, nacida en Patate en 1680, dotada de 34.000 pesos, mientras él dio 10.000 pesos en arras por su virginidad.. Poco después, se establecieron en la ciudad de Tunja (actual Colombia), pero en 1699 se encontraban ya en Quito. Ese año, obtuvo préstamo del Cap. Gabriel de Zuleta Reales, asunto que luego olvidó, lo que le causó graves problemas más tarde. Ese mismo año, con título de Capitán, le acusó Félix de Paredes, vecino de Patate, de que Larrea le había despojado del camino para ir a su hacienda “bajándolo a la orilla del río del pueblo de Patate”.
En 1704 era dueño de hacienda en Tambillo y en IX-1703 canjeó una hacienda que tenía en Patate con otra que el Cap. Domingo Pérez de la Riba tenía en Tambillo. En I-1705, Pérez denunció ante la Audiencia que Larrea y su cuñado Nicolás Dávalos le obstaculizaron las moliendas del trapiche y le quitaban el agua que iba a los cañaverales, por lo que las autoridades ordenaron que los Alguaciles Mayores de Riobamba y Ambato se trasladen a Patate y hagan justicia.
En 1708, "le pusieron una niña a sus puertas", que él hizo criar por Rosalía Zúñiga. En enero de 1709 era Alcalde Ordinario de Quito.
En 1713 estuvo en España, y al emprender el viaje antes de 1711, su madre le había entregado 12.000 pesos. Ya para 1714 se encontraba de vuelta, pues el 26 de septiembre su mujer adquirió de doña María Rivas la hacienda de Pusuquí, entre Cotocollao y Pomasqui, y que a su vez Rivas había adquirido de Nicolás Plaza de Cepeda. Por aquella deuda con Zuleta, esta hacienda se remató en Cotocollao en IX-1727, perdiendo Larrea 7200 pesos.
Desde 1715 fue Oidor de la Audiencia y durante mucho tiempo en compañía del Fiscal Olais, controló la cobranza de los tributos indígenas, en vista de las atrocidades que cometían los Corregidores, quienes recaudaban impuestos hasta por los indios ausentes y muertos. En VIII-1716 ordenó que el Corregidor de Loja no permita que el Teniente y los Alcaldes pidan obsequios y obliguen a los indios de Gusaviña y de Paccha a trabajar en las minas de Zaruma sin pagarles salario.
En Quito, fue también Consejero del Rey, Alcalde de Corte de la Audiencia y en 1725 se opuso a los abusos de su consuegro, Gaspar de Santa Coloma, Corregidor de la ciudad.
En IX-1736, obtuvo que el monarca por Cédula Real le diera una recomendación por ser descendiente de Andrés de Camberos. El 39 fue miembro del Cabildo de Guayaquil y el 28-III-1741, con su hija María Juana, vendieron a José Muñoz de Saravia una propiedad ante el escribano Arostegui.
Ya en 1708 tenía su casa en Quito, en la calle de La Compañía (actual esquina nor-occidental entre García Moreno y Bolívar), frente al clérigo Francisco Chegoyen, diagonal a los Ontaneda. Testó en Quito el 19 de enero de 1748, declarando que tenía hacienda en Cotocollao; pidió ser sepultado en la iglesia de San Diego, delante de la puerta de la capilla del Tránsito de Nuestra Señora, en el hueco entre una y otra pared. Vivió cerca de 75 años.
El 8 de junio de 1750, vendió a don Pedro y a don Diego Necolalde, dos haciendas en Nanegal, llamadas Enagua y Uchinagua.
Lo más interesante de don Juan Dionisio es que, manteniendo la misma vocación genealógica de su padre, dejó escrita la historia genealógica tanto de sus ascendientes como de los de su esposa. De los tres tomos que escribiera, por fortuna, dos se conservan en Quito. Incluso escribió un opúsculo sobre la ascendencia de su yerno, el español Fernando Tinajero de la Escalera, titulado "Genealogía de la Casa de Tinajero de la Escalera".
Doña Tomasa Dávalos testó cerrado en Quito el 12 de febrero de 1751, a los 71 años ante José Enríquez de Osorio.

### Primera generación
Del matrimonio de Juan Dionisio de Larrea Zurbano y Pérez Manrique con Tomasa Dávalos Villagómez y Larraspuru nació la primera generación de Larreas en territorio de la Real Audiencia de Quito, actual Ecuador, de la que desciende la mayoría de quienes portan el apellido en el país:
1. Francisco Javier de Larrea Zurbano y Dávalos, nacido en la Muy Noble y Muy Leal ciudad de Tunja (actual Colombia) en 1697. Bautizado como Francisco Javier Gregorio. Fue criado desde muy pequeño en Quito. En 1718, apenas a los 21 años, fue Teniente de Corregidor de Ambato; de 1720 a 1727, fue Corregidor de Riobamba. Casó primero en esta ciudad el 20 de abril de 1727 con Victoria León y Villavicencio, la que murió de parto en Riobamba en septiembre de 1728. Casó segundo el 29 de mayo de 1730 con Polonia Santa Coloma y Gondra. Los dos hijos que tuvo de sus dos matrimonios murieron solteros.
Este es el Francisco Javier que tanto nombramos como genealogista. Llegó a ser General.
2. Fernando de Jesús Larrea y Dávalos, nacido en Quito en 1699 y muerto en Cali el 3 de noviembre de 1773. Se bachilleró en 1718; luego, siguió Teología y se graduó de Doctor en Artes y Teología en 1725. Más tarde, entró de franciscano, figurando como canonista, escritor y catedrático, siendo autor del popular "Dulce Jesús mío", que hizo imprimir en su época. Fue lector jubilado en 1737, Definidor en 1747, Comisario Primero de todas la Misiones Franciscanas, primer Guardián del Convento en 1768, en cuya época se concluyó la iglesia de San Diego. Fundador de los Colegios Franciscanos de Misiones en Pomasqui, Popayán y Cali.
3. José Javier de Larrea Zurbano y Dávalos, que sigue la línea.
4. Pedro Ignacio de Larrea Zurbano y Dávalos, nació en Quito el 15 de octubre de 1704. Casó el 29 de mayo de 1730 con Catalina Clemencia de Santa Coloma y Gondra. Llegó a ser General. Fueron hijos:
4.1. Cap. Francisco María Larrea y Santa Coloma, bautizado en Quito 5 de octubre de 1731. Casó el 24 de junio de 1758 con Josefa Yerovi Freire, heredera del mayorazgo de los Freire Ormaza en Cochasquí
4.2. María Rosa Rafaela Larrea y Santa Coloma, bautizada en Quito el 24 de octubre de 1733. Primero, formó familia sin desposarse con el presidente de la Aundiencia, don Juan Pío Montúfar y Frasso, Marqués de Selva Alegre, legitimando su unión luego de cuatro años de convivencia y cuando ya habían procreado cuatro hijos.
4.3. Cap. Manuel Larrea y Santa Coloma, nació en Quito el 28 de mayo de 1739, habiendo sido bautizado el día 30 y apadrinado por el presidente José Araujo y Río y por su mujer Rosa Larrea y Reaño. Casó por 1770 con doña María Jijón y Chiriboga, que trajo de dote 6.000 pesos. Su hija Teresa Larrea Jijón, nacida en Otavalo por 1777 y muerta en Quito en abril de 1855, casó el 19 de junio de 1855 con don Felipe Carcelén y Sánchez de Orellana, VII marqués de Solanda y V Marqués de Villarrocha, siendo padres de doña Mariana Carcelén y Larrea y suegros del Mariscal Antonio José de Sucre, casado con esta última.
5. María Larrea Zurbano y Dávalos¿, nació en Quito el 7 de agosto de 1706 y fue bautizada el 15 de enero de 1707 con los nombres de María Juana Lorenza Reymunda. Casó en Quito el 12 de noviembre de 1719, a los 13 años de edad, con el Gral. Fernando Justo Tinajero de la Escalera y Trujillo, nacido en Sevilla y que contaba con 38 años. Fue dotada de 30.000 pesos, mientras él pudo aportar solo 4.000 pesos. Tinajero fue marino en España y pasó a América en 1713, en compañía del virrey de Santuobuono a Lima. Luego de haber procreado un solo hijo, nacido a los 9 años de matrimonio, la señora Larrea, a los 34 años, se sintió poseída de un alto misticismo y, con la licencia de su marido, tomó el hábito de concepta, con el nombre de Sor Mariana de San Joaquín, profesando el 23 de mayo de 1741. Sin embargo, dejó el convento, regresó con su marido y, en 1752, hicieron "vida de castidad sin separarse de cama". Un año más tarde, a don Fernando se le pegó la cosa: tenía 73 años, dejó de hacer vida social y se maceraba con silicios y disciplinas. Poco antes de morir, con licencia de su mujer, profesó como franciscano, siendo enterrado en la iglesia de San Diego. La pareja fue primero vecina de El Sagrario y desde mayo de 1728, de Santa Bárbara, pues compraron casa de dos pisos diagonal a la iglesia a Antonio Aldaz. Allí, en 1736, poseían 10 esclavos y don Fernando era vendedor de perlas. Fue su hijo único:
5.1. Cap. Joaquín Tinajero y Larrea, nació en Quito el 6 de mayo de 1728. Fue colegial del San Fernando en 1744. Dueño de las haciendas de Tambillo y de Cuturibí en Latacunga. Murió el 24 de septiembre de 1790, a los 62 años, y se sepultó en La Merced. Casó en 1746 con doña Felipa Guerrero y Santa Coloma, de la familia de los condes de Selva Florida. Padres, entre otros, de:
5.1.1. Joaquín Tinajero y Guerrero, nacido en Quito en 1757 y muerto allí en 1823. Fue vecino de Quito, Pujilí e Ibarra. Remató cuatro haciendas de los jesuitas en Cotopaxi: La Provincia, Tigua, Cocha y Collas, pero no pagó estos valores. En 1790, heredó Cutiribí a su padre y fue dueño de Patoa, Naxiche e Irubí. Fue miembro de la Escuela de La Concordia, Regidor Perpetuo de Quito, dueño de alambique en Ambato. Neutral durante la Independencia, dejó fama de gran carácter, pues cuando Bolívar tocó de paso en Naxiche, Tinajero se hallaba rezando con su familia y mandó a decir al Libertador que le esperara hasta que concluya; este quedó gratamente halagado, pues estaba acostumbrado al servilismo. Fue Corregidor de Otavalo. Casó en Pujilí en 1807} con Carmen Llona Rivera, nacida en Guayaquil (hija de vasco).

### Primer auge en la tenencia de la tierra
XXV. José Javier de Larrea Zurbano y Dávalos, nació en el pueblo de Alóag, al sur de Quito, el 27 de julio de 1702. Desde muy joven, se estableció en Riobamba, donde casó el 24 de abril de 1724 con Teresa de León y Villavicencio, nacida en Riobamba en 1708 y muerta en Guano en 1783 (hija del Cp. y Maestre don Bernardo de León y Chiriboga, mayorazgo, y de doña Antonia Villavicencio y Torres, tía carnal del primer Conde del Real Agrado). Esta señora dio poder para testar a sus hijos Juan Manuel y Pedro Lucas el 22 de julio de 1783, y estos testaron en su nombre el 6 de noviembre de ese año, declarando que su madre había sido dueña de las haciendas de Pantús en San Luís, Nausam y Bacucún, ambas en Sibambe, el latifundio de Chuquipoguio en Calpi, del obraje del pueblo de San Andrés, Chugllín en Chambo, Tunga en Patate, dos estancias, cuatro potreros y un molino. Así pues, con una decena de propiedades, la situación económica estaba más que consolidada. La señora León tenía en su ascendencia notorios contrastes: desde Santo Domingo de Guzmán, pasando por una buena cantidad de hidalgos, judíos y conquistadores de Indias.
Don José residió por temporadas en Chimbo. Fue vecino de Riobamba y otorgó allí testamento cerrado ante José Mejía el 31 de mayo de 1757. Fueron sus hijos:
1. Dr. Juan Manuel Larrea y León, bautizado en Riobamba el 31 de enero de 1725. Cura de Chambo en 1757. Fue uno de los hijos a los que su madre dio poder en 1783. Formó familia en Riobamba con su pariente doña Francisca Yépez y León (hija del Cp. Tomás Javier de Yépez y Garcés, nacido en Ibarra, y de María León y Velasco, natural de Riobamba. El Cp. Yépez era sobrino bisnieto de Santa Mariana de Jesús y descendiente por otro lado de doña Isabel Ibacache, cacica del valle de Caranqui en el siglo XVI). Fueron sus hijos:
1.1. José Manuel Larrea y Yépez, nacido en Chambo por 1757. Fue llevado a Quito y expuesto a las puertas de los Marqueses de Miraflores, don Mariano Flores y Jiménez y doña Margarita Carrión y Vaca, quienes lo adoptaron como hijo propio, dándole una educación completa, razón por la cual firmó José Manuel Flores. Fue doctor en Derecho Civil y canónico, optó por el eclesiástico, llegó a ser tesorero de la catedral de Quito, gobernador del Obispado en sede vacante, rector del Colegio de San Luís, tesorero de la Universidad de Santo Tomás y su rector de 1810 al 13, miembro de la Segunda Junta de Gobierno y capellán de las Monjas Conceptas en 1823. Testó en ese año y murió en Quito el 4 de julio de 1827, a los 70 años.
1.2. Manuel Larrea y Yépez, nació en Chambo por 1759. Casó con una señora Feijoo. Sin sucesión.
1.3. Celedonia Larrea y Yépez, nació en Chambo por 1761. Monja clarisa.
1.4. José María Larrea y Gárate, usó este segundo apellido en agradecimiento a la persona que lo crio. Nació en Chambo hacia 1766, y estaba ya difunto para marzo de 1806. Había casado en 1791 con su pariente Narcisa Freire Carrasco, nacida en Ibarra (hija de Julián Francisco Freire de Andrade y Mera y de Agustina Carrasco y Yépez). Con sucesión: Larrea Montesdeoca, Pontón Larrea, Moncayo Larrea, León Larrea, Larrea Valencia, Larrea Vergara, Freire Larrea, etc.
2. Gral. José Manuel Larrea y León, bautizado en Riobamba el 9 de febrero de 1728. Dio poder para testar en Guano el 29 de agosto de 1768 ante José Mejía y, al parecer, hizo otro testamento el 11 de marzo del mismo año ante Lucas Sánchez Rodríguez. Casó en Riobamba el 24 de enero de 1756 con su pariente Rosa Villavicencio y Guerrero, nacida en Quito en 1733 y ya difunta en 1784 (hija del primer Conde del Real Agrado, Gral. José Anselmo Villavicencio y Maldonado). Fue propietario en Gatazo y ofreció a los jesuitas algunos miles de pesos con el objeto de que funden una residencia y escuela primaria en Guano y establecieran colegio en Riobamba. En Quito, en 1758, su tío abuelo el cura José Dávalos le dio un empréstito de 8.000 pesos con el objeto de que impulsara el desarrollo agrícola y ganadero en el trapiche de Tunga en Patate y en las haciendas de Chugllín y hato de Titaicún, ambas situadas en Chambo y avaluadas en 17.000 pesos; en el mismo acto, Larrea reclamó 2.000 pesos de poder del Rector de los jesuitas pidiendo los derechos de doña Juana Camberos, Marquesa de Santiago, quien no había pagado esa cantidad a Juan Dionisio de Larrea, abuelo del otorgante. El 1759, el Virrey de Santa Fe le designó Corregidor y Recaudador de Tributos del asiento de Chimbo, en reemplazo del Gral. Francisco Carbonel, muerto el 24 de agosto de ese año. El padre de Larrea ofreció 8.000 pesos en garantía por la recaudación anual de tributos, que en siete años cubrían 7500 pesos. Fue también Corregidor de Riobamba, en cuyo plano, representado antes del terremoto de 1797, aparece que los Larrea tenían dos propiedades urbanas: una casa que daba a la plazoleta de la iglesia de La Compañía, en la calle principal de entrada a la población y apenas a una cuadra de la Plaza Mayor, y, además, un molino a la salida occidental de la población junto al río. Fue también Maestre de Campo y alcalde Ordinario en Ibarra. En 1767, arrendó la encomienda de San Andrés y Cubijíes en 3.375 pesos y por el tiempo de cinco años, otorgando de garantía sus propiedades en Gatazo. Vivió apenas 40 años. Al morir nombró albacea a su hermano Bernardo. Fueron los Larrea Villavicencio.
2.1. Juan Antonio Larrea Villavicencio, que forma la rama de Cuenca y Zaruma.
2.2. Dr. Domingo Larrea Villavicencio, nacido por 1757, testó en Quito el 21 de noviembre de 1803 ante Hidalgo y murió el 25 de enero de 1804. Fue cura de Cayambe entre 1780 y 1803 y capellán. En su testamento, reconoció como hijo a Mariano Larrea, que forma la línea de su familia en Guayaquil.
2.3. Bernardo Larrea y Villavicencio, nacido en 1758. Fue cuarto Conde del Real Agrado. En 1786, era clérigo de menores órdenes y familiar del obispo Blas Sobrino y Minayo. Poco después, dejó esa carrera, pues se presentó en 1792 al virrey del Perú, Francisco Gil, pidiéndole ser admitido en los ensayos dosimásticos a los experimentos de amalgación que se hacía a diario en el laboratorio químico metalúrgico de Lima. Enseguida, se dedicó al laboreo de minas, siendo de 1792 a 1794 discípulo del sabio mineralogista Barón de Nordenflicht. En esa época, descubrió una mina de azogue en Tarma, Perú, y desempeño varias comisiones en las minas de las provincias de Huarochirí y de Huaylas. En 1807, casi cincuentón, pasó a España para obtener beneficios, pero en su lugar pasó muchos sinsabores. En 1818, pusieron en sus manos un expediente sobre las minas de plata de Guadalcanal; desaguando el venero de Santa Victoria, ensayó sus minerales, pero tuvo que abandonar el trabajo porque la Compañía de Navegación del Guadalquivir fue retirada de sus concesiones. Luego, el Ayuntamiento de Guadalcanal le entregó las llaves de dos establecimientos y la Dirección de Crédito Público acordó abonarle un sueldo de 1000 reales de vellón al mes. La Junta de Sevilla en 1826 le juzgó digno de continuar en su destino de comisionado para el reconocimiento de las minas de plata de Guadalcanal. Ya con ingresos, pudo convertirse en accionista de una compañía particular para esa explotación y que se hizo cargo de las minas de plata. Esta misma sociedad le nombró Director de todos los trabajos y constructor facultativo de máquinas e instrumentos. Por la muerte trágica de su primo hermano don Antonio Villavicencio, III Conde del Real Agrado, revalidó en España el título, convirtiéndose en el cuarto Conde. Para 1830, cuando tenía más de 70 años, estaba sin empleo y ya había renunciado al título. Había casado en España, donde se sabe que dejó una hija.
2.4. Josefa Teresa Larrea y Villavicencio, nacida en Calpi el 12 de noviembre de 1750 y bautizada allí el día 23. Casó en 1775 con su primo segundo Juan Pío Montúfar y Larrea, segundo Marqués de Selva Alegre, siendo vecinos de Quito. Ella dio poder para testar el 21 de abril de 1790 a su tío segundo Joaquín Tinajero y Larrea, y murió dos días más tarde, siendo sepultada en la iglesia de La Merced.
2.5. Juan Larrea y Villavicencio, bautizado en Riobamba el 27 de diciembre de 1759, con los nombres de Juan José Clemente.
Huérfano de padre a los 9 años de edad, quedó a cargo de su tío Bernardo Larrea, quien lo envió a España, donde Juan desarrolló una tipología de carácter psicopático; allí, primero fue cadete abanderado y luego oficial del Regimiento de Infantería de Extremadura, en el destacamento que estaba de guarnición en La Plata; el viaje fue en 1774, bajo curatela de su tío materno Manuel.
En 1784, al producirse la muerte de su abuela Tomasa Guerrero y Ontañón (sobrina del Conde de las Lagunas, Nicolás Ontañón y Romo de Córdova), quien debía muchos miles de patacones a la testamentaría de don José Manuel de Larrea, varios hermanos de Juan (Javier, José y la viuda de Antonio) le dieron poder para que gestionara el pago en Quito, de manos de su albacea Juan Antonio Chiriboga;a poco, pasó todos estos poderes a su cuñado Montúfar, para que consiguiera el objetivo del nuevo albacea, Dr. Melchor Ribadeneira.
En 1787, aparece como administrador de la fábrica de aguardientes de Riobamba y a poco debió haber viajado a España. Obtuvo el cargo de Comisario de Guerra y en 1789 estaba provisto como Ministro Contador de las Cajas del Cuzco. Ese mismo año, 1789, a sus 30 años, marcó un hito importante en su vida: presentó sus papeles a que se le confiriera la dignidad de Caballero Supernumerario de la Orden de Carlos III, pero lo curioso del caso es que el único documento verídico que presentó fue su partida de bautismo, obtenida en Riobamba; el resto del voluminoso expediente (600 páginas) es sencillamente falso: conocedor de que el apellido Larrea era muy común en Bilbao y el Villavicencio de su madre común en Jerez de la Frontera, hizo buscar partidas en esos lugares, que correspondieran a los muy comunes de sus padres; y, efectivamente, en Bilbao halló el bautismo en 1709 de un Juan Larrea León, y en Jerez halló el bautismo en 1736 de una María Antonia Villavicencio Villavicencio, a la que hizo pasar como madre del aspirante. Se siguió buscando partidas de los antecesores de estos señores y así se armó el árbol genealógico, con antepasados falsoso. Sin ética alguna y buscando el logro de la vanidad a cualquier precio, Juan consiguió la ansiada investidura. No cabe duda de que le picaba la fibra genealógica de su tío abuelo Francisco Javier Larrea y de otros señores más, al igual que el afán que antes fue fabulatorio y deformizante se convirtió en francamente patógeno. Sería bueno que casos como estos ya no se repitan entre los que buscan antepasados, pues en las investigaciones por Internet se puede ver que esto es más recurrente de lo que se piensa.
A su regreso a América, antes de posesionarse en su cargo en el Cuzco, debió primero haber estado en Quito, pues en 1790 se le nombró miembro de la Escuela de la Concordia. En el Perú desempeñó su cargo de Contador Oficial Real de las Cajas del Cuzco, donde vivió alrededor de 5 años, y casó con Eulalia de la Cámara y Mollinedo, hija del Gral. Marcos de la Cámara, Corregidor de Urubamba, Tinta y Calca, y de María Ambrosia Mollinedo y Villavicencio. Algo grave debió haber ocurrido después, ya que este matrimonio fue anulado y la señora casó en segundas nupcias con el Dr. Pedro Antonio de Cernadas y Bermúdez de Castro, teniendo una hija única, Francisca de Cernadas y Cámara, quien vivió en Quito durante el segundo gobierno de Flores, con su esposo el Gran Mariscal Andrés de Santa Cruz y Calahumana.
Dejando a sus dos hijos en el Perú, Larrea regresó a Quito, donde figuró como literato, poeta, naturalista y economista. Ya en 1794 aparece rindiendo una declaración eclesiástica en Quito. Allí poseyó dos casas: una de ellas destinada exclusivamente para banquetes, era junto al Palacio del Obispo, en la Plaza Mayor. En 1791 había penetrado en Malbucho y recorrido los ríos Esmeraldas y Santiago.
En 1808, el presidente de la Audiencia le nombró Corregidor de Ambato. Metido en los planes libertarios, asistió a la reunión patriota de diciembre de 1808 en la hacienda Chillo, propiedad de su cuñado Juan Pío Montúfar. El clásico 10 de agosto de fue nombrado ministro de Hacienda de la Junta de Gobierno. Al reinstaurarse el Régimen español, fue tomado preso y fugó del cuartel, sin duda merced a sus influjos de familia, logrando así salvarse del asesinato del 2 de agosto.
En 1812, era dueño de la hacienda San Juan en Latacunga, año y sitio en que formó familia sin desposarse con doña Juliana Lazo. En Quito, en noviembre, participó en la defensa de Quito en contra del general Montes. Varios años se nos pierde su figura y reaparece el 16-VI-1822, dando en Quito un baile en homenaje al Libertador, en aquella casa de la Plaza Mayor, en el que Bolívar conoció a la que habría de ser su compañera durante ocho años: Manuela Sáenz, la Libertadora del Libertador. En 1823 fue miembro de número de la Sociedad Económica de Quito y murió en 1824, a los 65 años.
2.6. Gabriel Larrea Villavicencio, nacido por 1761. Murió niño.
2.7. Pedro Larrea Villavicencio, nacido por 1762. Murió niño.
2.8. María Tomasa Larrea Villavicencio, bautizada en Guaranda eñ 11 de enero de 1763. Murió niña.
2.9. Manuela Tomasa, gemela de la anterior. Murió niña.
2.10. Cap. Francisco Javier Larrea y Villavicencio, bautizado en Guaranda el 21 de diciembre de 1763, con los nombres de Francisco Javier José Anacleto. Se estableció en Riobamba, donde fue Administrador Provisional de Tabacos en 1801, alcalde Primero en 1805. Testó el 12 de julio de 1813, habiéndose casado un mes antes “in articulo mortis”. Sobrevivió al testamento, pues en 1822 fue anfitrión de Bolívar en Riobamba y acompañó a este en su visita al Chimborazo. Casó primero a los 20 años con Josefa Egüez y Moncayo, quien murió en el terremoto del 6-II-1797, con dos de sus hijos, habiendo los otros dos hijos que tuvieron muerto en temprana edad. Casó segundo en Riobamba el 6-VI-1813, con Teresa Herrera Cevallos, legitimando dos hijos. Fue padre de:
2.11. José Juan Francisco de Sales Larrea Villavicencio, n. en 1764. Forma la rama de los Larrea de Licto.
3. Dr. Bernardo Larrea y León, b. en Riobamba 15-III-1729. Se graduó de abogado en 1750, a los 21 años, doctor en Derecho Civil y Canónico, era aun seglar en 1757. Luego, entró de clérigo, siendo párroco de Tixán en 1774 y cura en Guayaquil desde 1775 hasta su muerte en 1776, a los 47 años.
4. Francisca Tomasa Teresa Larrea León, n. en Riobamba 18-IX-1732. Murió niña.
5. Joaquín Miguel Larrea León, b. Riobamba 13-I-1734. Murió niño.
6. Ramón Larrea y León, con amplia descendencia en Quito.
7. Pedro Lucas Larrea y León, que forma la línea de Chambo.
8. Gregorio Francisco Larrea y León, que sigue la línea.
9. Padre Ambrosio Larrea y León, b. en Riobamba 7-XII-1742 como Ambrosio Nicolás. En 1757 era estudiante del Seminario de San Luís en Quito, luego entró de jesuita y siendo novicio de 25 años, fue desterrado con su Orden a Italia, donde escribió en prosa y verso, viviendo en Rávena y Roma.
10. Padre Joaquín Larrea y León, b. en Riobamba 31-X-1744 con los nombres de Joaquín Andrés. Estudió en el Seminario de San Luís y luego entró de jesuita pasando a Italia con su Orden en 1767. También escribió en verso y prosa. En una época, él y su hermano vivieron en Verona, en la casa de la familia Liorfi, de cuyos hijos era profesor, con sueldo de 60 pesos anuales. En 1783 residía en Rávena.
11. Tomás Gregorio José Larrea León, murió niño.
12. Pablo Manuel María Larrea León, murió célibe a los 18 años.
13. Luís Ignacio Hipólito Larrea León, murió niño.
Poco a poco los Larrea habían consolidado su poder social en la Audiencia: Primero en 1756, el ligamento político con los Condes del Real Agrado; muy poco después, una alianza directa con los Marqueses de Selva Alegre y, por último, en 1803 otro tipo de alianza directa con los Marqueses de Solanda y Villarrocha. Pero, antes de que estos lograran fusionarse con el general Sucre, líder de la nueva estructura independentista, los Larrea obtendrían en 1815 el título de Marqueses de San José, reafirmando así, en las penumbras de la Colonia, su ya trascendente poder. La rama directa que provino de este último foco constituyó uno de los grupos terratenientes más poderosos del Ecuador en toda su historia republicana y, de alguna manera, su poder ha supervivido hasta estos mismos días.